# میرکو یوزیچ
میرکو یوزیچ (انگلیسی: Mirko Jozić؛ زادهٔ ۸ آوریل ۱۹۴۰) یک بازیکن فوتبال و مربی فوتبال اهل یوگسلاوی است.